# Poulton (Gloucestershire)
Pour les articles homonymes, voir Poulton.
Poulton est une paroisse civile et un village du Gloucestershire, en Angleterre.